# Oerbos Stužica
Het Oerbos Stužica is gelegen in het oosten van het Slowaakse Nationaal Park Poloniny en maakt sinds 2007 deel uit van de werelderfgoedinschrijving Oude en voorhistorische beukenbossen van de Karpaten en andere regio's van Europa onder de naam Stužica – Bukovské Vrchy. Het Oerbos Stužica ligt op de bergrug Bukovské Vrchy en heeft een oppervlakte van 7,615 km².

## Algemene informatie
Het Oerbos Stužica ligt in het Karpatengebergte en bestaat uit een complex van onaangeraakte beuken- en zilversparrenbossen. Er staan beuken (Fagus sylvaticus) van meer dan 200 jaar oud en gewone zilversparren (Abies alba), gewone esdoorns (Acer pseudoplatanus) en bergiepen (Ulmus glabra) van meer dan dan 300 jaar oud. Het oerbos grenst in het noorden aan het Nationaal Park Bieszczady in Polen en het Nationaal Park Oezjansky in Oekraïne. Het gebied varieert qua hoogte tussen de 512 en 1.210 meter. De oprichting van het Oerbos Stužica als natuurreservaat begon in 1964. Een uitbreiding naar de huidige grootte vond plaats in 1993. Het gebied werd verder beschermd toen het in 1997 onder het Nationaal Park Poloniny ging vallen. De kroon op de status van het Oerbos Stužica volgde echter in 2007, toen het gebied aan de lijst van natuurerfgoederen van UNESCO werd toegevoegd.

## Fotogalerij

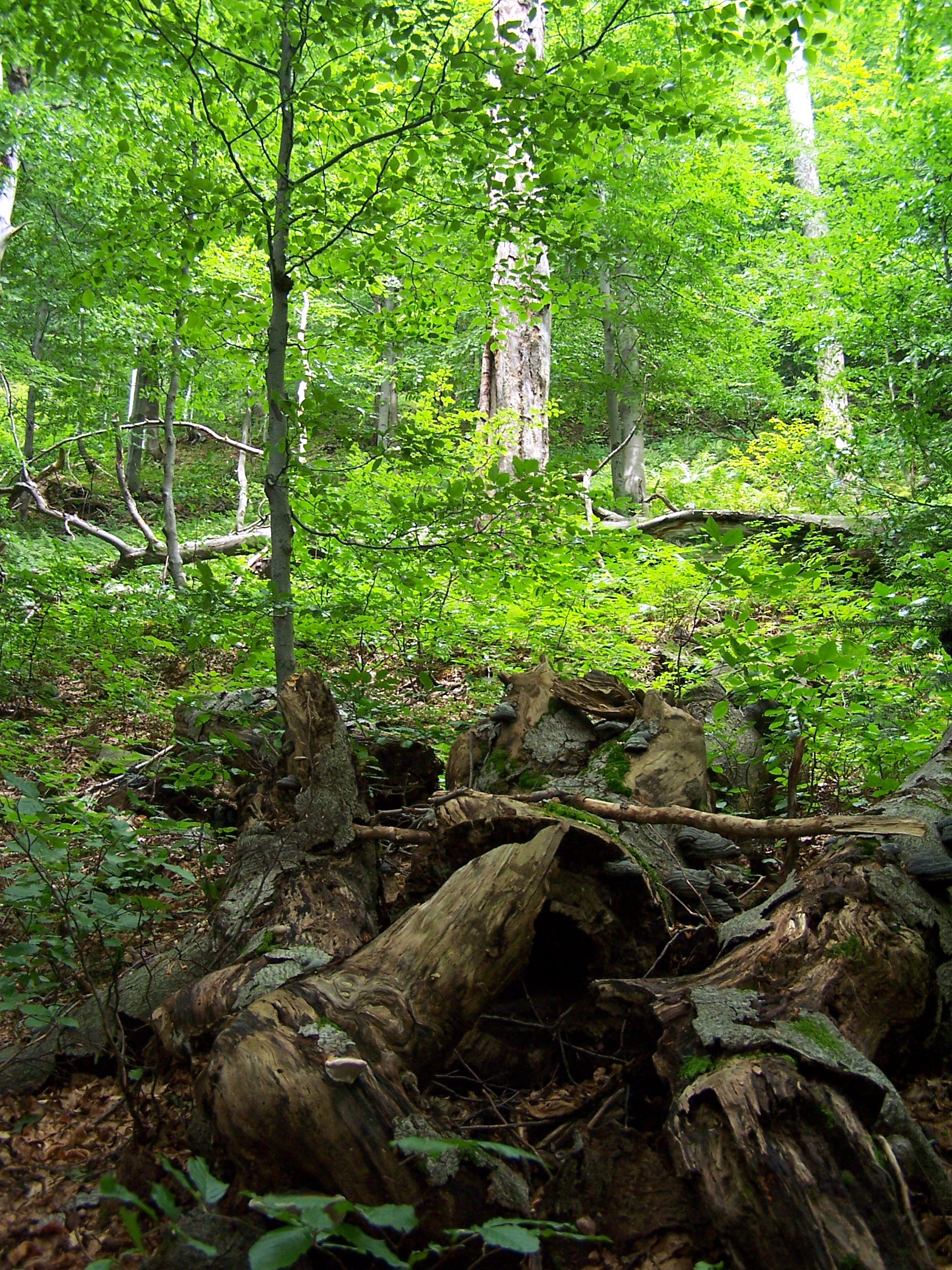
Gevallen hout in het Oerbos Stužica.
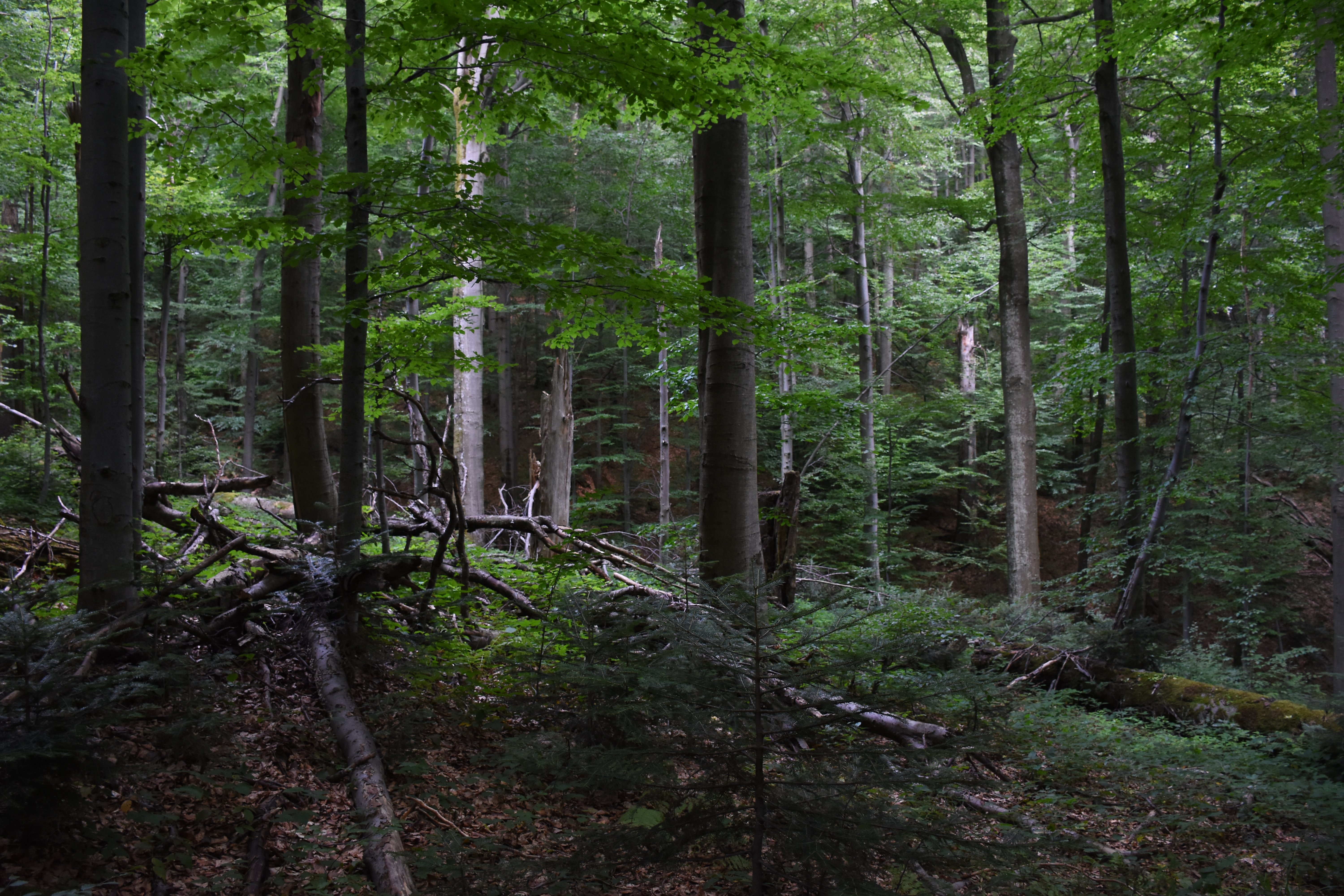
Oud beukenbestand.
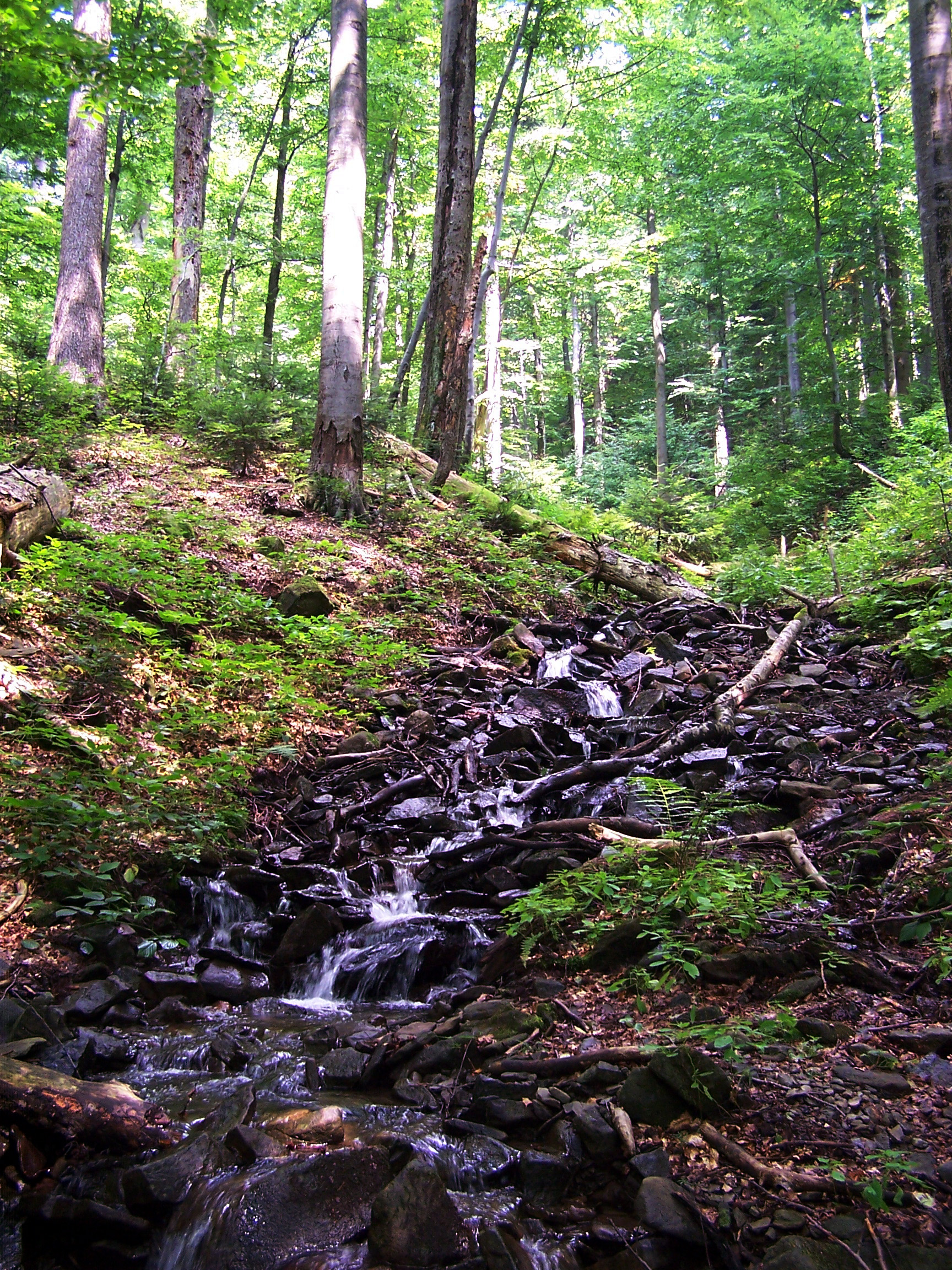
Bergbeekje.
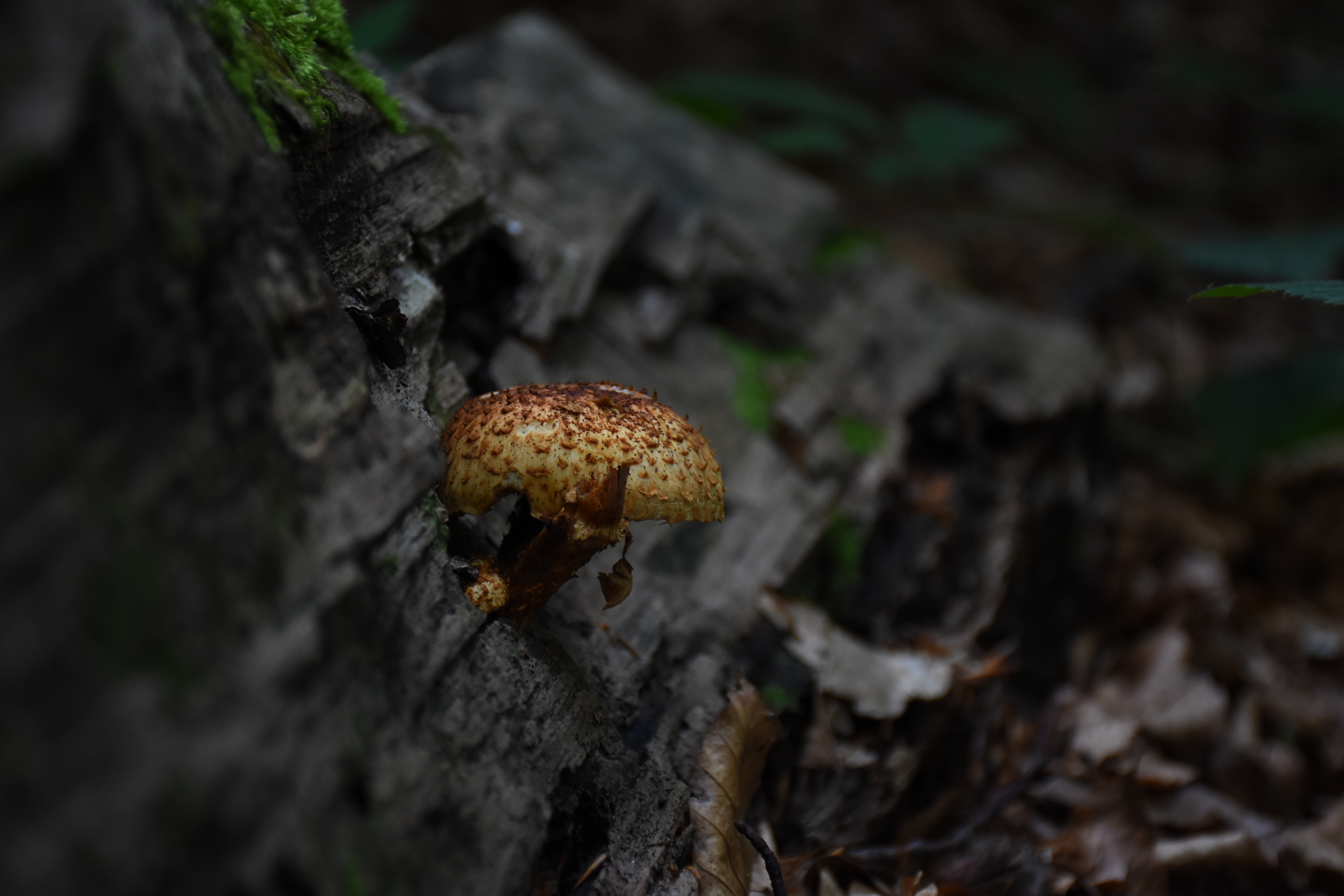
Een paddenstoel op dood hout.